# アルバート・コーツ

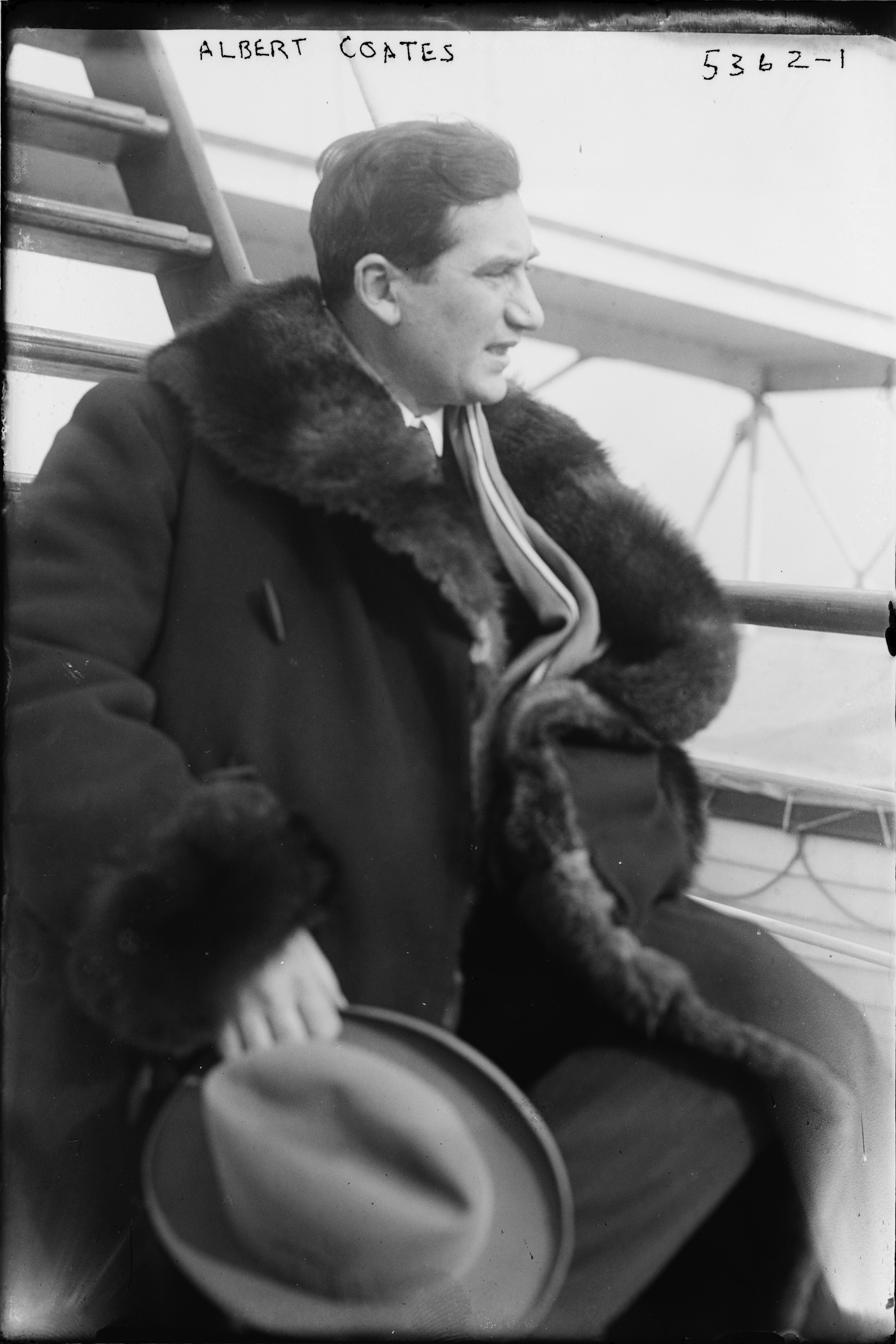
アルバート・コーツ

アルバート・コーツ（Albert Coates, 1882年4月23日 - 1953年12月11日）は、ロシア系イギリス人の指揮者・作曲家。ライト・ミュージックの作曲家エリック・コーツやテノール歌手ジョン・コーツとは血縁関係にない。

## 経歴
ロシア帝国時代のサンクトペテルブルクにてイギリス人の父親とロシア人の母親の間に、7人きょうだいの末子として出生した。ライプツィヒ音楽院に進み、アルトゥール・ニキシュに師事した。一時期ドレスデンのゼンパー・オーパーに勤めた後、マリインスキー劇場の指揮者に就任。ロシア革命後の1919年4月にフィンランド経由でロシアを脱出し、イギリスに移った。
1914年にコヴェント・ガーデン王立歌劇場において、リヒャルト・ワーグナーの『トリスタンとイゾルデ』を指揮してイギリス・デビューを果たした。解釈における力強さと、とりわけロシア音楽との相性のよさによって、レイフ・ヴォーン・ウィリアムズやアーノルド・バックス、アレクサンドル・スクリャービンなどの多くの新作を聴衆に紹介した。グスターヴ・ホルストの『惑星』の全曲ロンドン初演も指揮した。1925年にはニコライ・リムスキー＝コルサコフのオペラ『見えざる街キーテジと聖女フェヴローニヤの物語』のイギリス初公演を実現させた。これはロシア国外での初演でもあった。
1920年代から1930年代初頭にかけて、ロンドン交響楽団の首席指揮者を務め、優れたオーケストラ・ビルダーとして、その演奏水準を引き上げるのに大きく貢献した。
1920年にスクリャービンの『法悦の詩』を皮切りに、代表的な管弦楽曲の録音を開始し、その後はワーグナーの『ニーベルングの指環』の抜粋を、1925年にはルートヴィヒ・ヴァン・ベートーヴェンの交響曲第9番全曲を録音した。セルゲイ・ラフマニノフのピアノ協奏曲第3番の初録音では、ウラディミール・ホロヴィッツがソリストに、コーツが指揮者に迎えられた。
作曲家としては、オペラ『サミュエル・ペピーズ』『ピックウィック卿』、ピアノ協奏曲、恩師ニキシュの追想に捧げられた交響詩『鷲』（1925年リーズ初演）がある。
1946年に南アフリカ連邦ケープタウンの郊外ミルナートンに移住し、同地で1953年に死去した。